# Świadkowie Jehowy na Mauritiusie
Świadkowie Jehowy na Mauritiusie – społeczność wyznaniowa na Mauritiusie i Rodrigues, należąca do ogólnoświatowej wspólnoty Świadków Jehowy, licząca w 2023 roku łącznie 2192 głosicieli, należących do 28 zborów. Na dorocznej uroczystości Wieczerzy Pańskiej w 2023 roku zgromadziły się 5183 osoby. Działalność miejscowych Świadków Jehowy koordynuje francuskie Biuro Oddziału.

## Historia

### Początki
W 1933 roku przybyli Świadkowie Jehowy z Afryki Południowej, którzy przez kilka miesięcy rozpowszechniali tu nauki tej religii. Byli to Bert McLuckie i Robert Nisbet.
W Egipcie wyznaniem zainteresowało się dwóch żołnierzy z Mauritiusa, służących w wojsku (lata 40. XX w.), którzy zostali Świadkami Jehowy i powrócili do swego kraju, aby rozpocząć działalność głoszenia. Jednakże dopiero w 1951 roku dołączył do nich George Nisbet; założono wówczas pierwszy zbór, składający się z 8 głosicieli.

### Rozwój działalności
Przed przyjazdem pierwszych misjonarzy Szkoły Gilead – w latach 50. XX wieku – na wyspie działało zaledwie kilku głosicieli. W roku 1957 na Mauritiusie otwarto Biuro Oddziału w Pointe aux Sables, które koordynowało działalność miejscowych Świadków Jehowy oraz współwyznawców na Seszelach. 3 stycznia 1963 roku działalność została prawnie zarejestrowana.
W roku 1964 zapoczątkowano działalność na wyspie Rodrigues, a na Mauritiusie działało 100 głosicieli. Jesienią 1967 roku z objętego zakazem działalności Malawi deportowano na Mauritius misjonarzy. Jednak z tego względu nie mogli tam zostać, dlatego przeniesiono ich do Rodezji (obecnie Zimbabwe).
W styczniu 1978 roku w kongresach pod hasłem „Zwycięska wiara” uczestniczyło 690 osób.
10 grudnia 1988 roku w Vacoas otworzono Biuro Oddziału. Przemówienia Careya W. Barbera wysłuchało przeszło 700 osób. W 1997 roku otwarto nowe Biuro Oddziału oraz zadaszoną, lecz niemającą ścian bocznych Salę Zgromadzeń w Pointe aux Sables.
W latach 90. XX wieku w ramach teokratycznej szkoły służby kaznodziejskiej zorganizowano kursy czytania i pisania.
6 listopada 2004 roku oddano do użytku rozbudowane obiekty Biura Oddziału. Przemówienie wygłosił Gerrit Lösch z Ciała Kierowniczego. Obiekt obejmuje m.in. 12 nowych pomieszczeń dla Działu Tłumaczeń. Na uroczystości obecni byli goście z Europy, Madagaskaru, Majotty, Południowej Afryki, Reunionu i Seszeli.
W roku 2014 delegacja Świadków Jehowy z Mauritiusa uczestniczyła w kongresie międzynarodowym pod hasłem „Szukajmy najpierw Królestwa Bożego!” w Nowym Orleanie w Stanach Zjednoczonych, a w sierpniu 2017 roku w kongresie specjalnym pod hasłem „Nie poddawaj się!” w Antananarywie na Madagaskarze.
W 2020 roku przekroczono liczbę 2 tysięcy głosicieli. 17 grudnia 2022 roku Louis Breine, członek francuskiego Komitetu Oddziału ogłosił wydanie Chrześcijańskich Pism Greckich w Przekładzie Nowego Świata (Nowego Testamentu) w języku kreolskim używanym na Mauritiusie. Z nagranego wcześniej programu skorzystało przeszło 2200 osób. Językiem tym posługuje się ogółem 2222 głosicieli należących do 28 zborów na wyspach Mauritius i Rodrigues oraz do 2 zborów (w Paryżu i w Katanii) i dwóch grup (w Crawley i w Mediolanie) w Europie.
Miejscowe Biuro Tłumaczeń nadzoruje tłumaczenie literatury biblijnej na miejscowy język kreolski. W roku 2015 nadzór nad działalnością przejęło francuskie Biuro Oddziału. W 2021 roku wydano pierwsze publikacje w maurytyjskim języku migowym.